# 2014年12月臺灣
| << | 2014年12月 （民國103年） | >> |    |    |    |    |
| \| 日 \| 一 \| 二 \| 三 \| 四 \| 五 \| 六 \| \| \| 1 \| 2 \| 3 \| 4 \| 5 \| 6 \| \| 7 \| 8 \| 9 \| 10 \| 11 \| 12 \| 13 \| \| 14 \| 15 \| 16 \| 17 \| 18 \| 19 \| 20 \| \| 21 \| 22 \| 23 \| 24 \| 25 \| 26 \| 27 \| \| 28 \| 29 \| 30 \| 31 \| \| \| \| \| \| \| \| \| \| \| \| |                          |    |    |    |    |    |
| 臺灣新聞動態／維基新聞 |                          |    |    |    |    |    |
| 世界／中国大陆／臺灣 |                          |    |    |    |    |    |
| 日 | 一                       | 二 | 三 | 四 | 五 | 六 |
| | 1                        | 2  | 3  | 4  | 5  | 6  |
| 7 | 8                        | 9  | 10 | 11 | 12 | 13 |
| 14 | 15                       | 16 | 17 | 18 | 19 | 20 |
| 21 | 22                       | 23 | 24 | 25 | 26 | 27 |
| 28 | 29                       | 30 | 31 |    |    |    |
| |                          |    |    |    |    |    |

## 12月2日
- 香港籍大學生麥家祺（男，22歲）持啞鈴與水果刀殺死房東林正義（男，70歲），麥家祺後被逮捕。[1]

## 12月3日

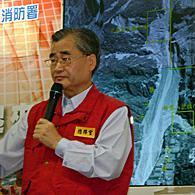
毛治國

- 馬英九正式宣佈請辭中國國民黨主席，由吳敦義代理黨主席職務，洪秀柱代理中國國民黨秘書長。[2]
- 中華民國總統府宣佈由毛治國接任行政院院長，前任院長江宜樺為九合一選舉敗選負責辭職下台。[3]
- 台灣股市大漲140點。[4]

## 12月5日
- 中選會今天審定通過本屆立委臺中市第6選舉區、彰化縣第4選舉區、苗栗縣第2選舉區、南投縣第2選舉區及屏東縣第3選舉區缺額補選投票日為2015年2月7日，投票起止時間為上午8時至下午4時止。[5]

## 12月7日
- 國立故宮博物院爆發自肥弊案。故宮將2001年至2008年間銷售文物複製品與餐飲服務盈餘的一億七千九百三十三萬餘元所得計入員工收入，即使行政院、內政部、審計部均要求將錢歸還國庫，但故宮員工仍決議拒絕歸還，監察委員稱不排除將故宮員工移送法辦。[6]

## 12月8日
- 中華民國國防部本日進駐位於臺北市中山區大直博愛營區的新大樓，博愛營區占地約19.5公頃，耗費新臺幣158億5301萬元及18年的規劃、施工而成，與國防部空軍司令部、國防部海軍司令部、衡山指揮所等重要軍事機關、設施相鄰，形成一個「國防專區」[7][8][9]。

## 12月9日
- 總統馬英九辭去中國國民黨主席後，副主席吳敦義今首次以代理黨主席身份主持黨內中山會報，會中針對黨主席的缺額補選，決定在12月12、13日領表，2015年1月17日投票，把補選空窗期縮短，全案仍須經明日中常會通過。[10]

## 12月13日
- 中國國民黨主席補選登記日期結束。由於其他參選人或退選或未完成登記手續，所以唯一參選人朱立倫若無意外，將在2015年1月成為新任中國國民黨主席。[11]

## 12月14日
- 海協會長陳德銘訪釋證嚴，慈濟功德會發動兩千餘名信眾列隊高歌歡迎陳德銘。[12]

## 12月17日
- 彰化縣衛生局清查台南市芊鑫實業社含二甲基黃的乳化劑下游廠商，發現於2014年3月24日至7月19日期間，知名泡麵維力炸醬麵的製造商維力食品工業公司，亦使用問題油皮用於炸醬麵油包的加工。產品包括維力炸醬麵、大乾麵、老北京炸醬風味麵，在有效期限內的還有約5萬包在市面上。彰化縣衛生局通知各地衛生局，通知各大賣場預防性下架。[13]

## 12月25日
- 全臺新任縣市議員今日宣誓就職，並同時選舉新正副議長，結果由中國國民黨取得22縣市中的15席議長。[14]

## 12月26日
- 中國國民黨黨員，媒體人周玉蔻因公開指控中國國民黨前主席，時任總統馬英九非法收受兩億元新台幣政治獻金，以證人身份赴特偵組接受約談。[15]
- 大眾電信宣告破產。[16]
- 前中國國民黨黨員，曾任基隆市議會議長的黃景泰，因為涉及多起貪汙案，被基隆地檢署起訴。[17]

## 12月27日
- 位於桃園市楊梅區的「基督教希伯崙全人關懷協會」創辦人陳公亮牧師與妻吳秀玲，因涉嫌侵佔各方善款逾千萬挪為私用，27日凌晨由桃園地檢署向桃園地方法院聲請羈押獲准。[18]

## 12月29日
- 九合一選舉中代表中國國民黨參選花蓮縣長的黨部主委蔡啟塔，因貪汙，一審依照《貪汙治罪條例》判處15年徒刑，今日被黨停權[19]。
- 廣大興案死者大女兒洪慈綪等22人，今日被屏東地檢署以涉嫌賄選及違反《選罷法》提起當選無效之訴[20]。
- 私人動物園天馬牧場的大河馬阿河載運前往台中市一處道路時，疑因驚嚇從貨櫃氣孔跳出後受傷[21]。台中市農業局於27日請來吊車協助移置「阿河」，途中因吊掛繩索斷裂，裝運河馬的貨櫃從2公尺高摔落地面，使阿河再度受創[22]，29日阿河被台中市農業局與業者證實死亡[23]̈
- 教育部自今日起開始啟用『大專校院系所特色及新生註冊率查詢系統』，並表示將有6所大專院校被列入退場輔導進行整併[24]。

## 12月30日
- 經濟部長鄧振中宣布，因國際油價走跌，台電節省新台幣84億元支出，將回饋給民眾，每戶有新台幣800元額度可扣抵[25]。
- 吳志揚將擔任中華職棒新任會長[26]。
- 法務部醫療鑑定小組一致建議，讓前總統陳水扁保外就醫，居家療養[27]。
- 外交部亞太司司長常以立公開證實，2014年初，中華民國政府金援給吉里巴斯採購平底運輸船的170萬澳幣（約新台幣4500萬元）中有新台幣1500萬元遭到詐騙，國際刑警組織介入調查發現這是國際電信網路詐騙案件[28]。

## 12月31日
- 因涉嫌賄選，台南地檢署對新任台南市議長，中國國民黨籍議員李全教提起當選無效之訴[29]。
- 2014年上海外滩踩踏事故，有1周姓台灣女子死亡，另2台灣人受傷[30]。